# Idiocera metatarsata
Idiocera metatarsata är en tvåvingeart. Idiocera metatarsata ingår i släktet Idiocera och familjen småharkrankar.

## Underarter
Arten delas in i följande underarter:
- I. m. atrophia
- I. m. metatarsata